# Хейни, Ли
Ли́ Хе́йни (англ. Lee Haney; род. 11 ноября 1959 года, Спартанберг (англ. Spartanburg), Южная Каролина, США) — американский бодибилдер, восьмикратный обладатель титула «Мистер Олимпия».

## Биография
Ли начал тренироваться ещё со школы, и выиграл свой первый большой турнир в 1979 году, в 19 лет — «Мистер Америка» среди подростков. Не останавливаясь на достигнутом, Ли выигрывает свой первый «Мистер Олимпия» в 1984 году. Свой последний, восьмой титул «Мистер Олимпия», Ли выигрывает в 1991 году. Такого же успеха удалось добиться Ронни Коулмэну спустя четырнадцать лет, в 2005 году.
Ли уже давно не участвует в турнирах по бодибилдингу, но продолжает заниматься делом. Он владелец двух спортзалов в Атланте. Ли – преподаватель и тренер, он работает со многими мировыми атлетами.
Президент Билл Клинтон назначил Ли Хейни председателем президентского совета по Физической культуре и спорту в декабре 1998 года. Он также являлся членом Международной Федерации Бодибилдеров (англ. International Federaion of BodyBuilders, IFBB).

### История выступлений
Соревнование	Место
- Мистер Олимпия 1991	1
- Мистер Олимпия 1990	1
- Мистер Олимпия 1989	1
- Мистер Олимпия 1988	1
- Гран При Германия 1987	1
- Мистер Олимпия 1987	1
- Мистер Олимпия 1986	1
- Мистер Олимпия 1985	1
- Мистер Олимпия 1984	1
- Гран При Кубок Мира 1983	2
- Гран При Швеция 1983	2
- Гран При Швейцария 1983	3
- Мистер Олимпия 1983	3
- Ночь чемпионов 1983	1
- Чемпионат мира Про 1983	3
- Гран При Англия 1983	2
- Гран При Лас Вегас 1983	1
- Джуниор Нашионалс 1982	1
- Джуниор Нашионалс 1982	1 в категории Тяжелый вес
- Нашионалс 1982	1
- Нашионалс 1982	1 в категории Тяжелый вес
- Чемпионат Мира любительский 1982	1 в категории Тяжелый вес

### Ли Хейни в статьях и книгах
- Ли Хейни. И тогда я решил растолкать их всех!

## Личная жизнь
Ли Хейни и его жена живут в округе Файетт (англ. Fayette County), Джорджия. У них двое детей, которые в настоящее время учатся в колледже.

## Тяга Хейни
Считается что процессе своих тренировок великий Ли Хейни изобрел особое упражнение, призванное прокачивать заднюю часть дельтовидных мышц. Это упражнение приобрело  название "Тяга Хейни". Одно из самых эффективных упражнений для проработки задней дельты. Техника выполнения напоминает "Шраги", однако штанга находится сзади, и при тяге её вверх руки сильнее сгибаются в локтях.
Однако это упражнение давно было известно и до Ли Хейни, и названо так только из удобства терминологии.